# Ubojstvo Ahoy!
Ubojstvo Ahoy! je četvrti i posljednji MGM-ov film o Miss Marple koju je u svim dijelovima tumačila poznata Margaret Rutherford. Uz nju, kao i uvijek, glavne likove tumače Stringer Davis i Charles Tingwelll. Ubojstvo Ahoy! je jedini film koji nije baziran na nekom djelu Agathe Christie, nego je za njega napisan originalni scenarij. Sadrži male detalje iz Razbijenog ogledala i Mišolovke.

## Radnja
Miss Marple istražuje ubojstvo jedne od njenih povjerenica fonda koji pomaže rehabilitaciji mladih kriminalaca. Da bi istražila ona ide na brod na kojem se treniraju delikventi, no to ćini na kapetanovo nezadovoljstvo. Nedugo zatim, nabasa na još ubojstava i lopovski krug.

## Glumci
Margaret Rutherford - Miss Marple
Stringer Davis - G. Stringer
Bud Tingwell - inspektor Craddock
Lionel Jeffries - kapetan Rhumstone
William Mervyn - zapovjednik Breeze-Connington
Joan Benham - Matron Alice Fanbraid
Miles Malleson - svećenik
Derek Nimmo - Pot-Por. Humbert
Francis Matthews - por. Compton